# بيتي هوليداي
بيتي هوليداي (بالإنجليزية: Betty Holliday)‏ هي فنانة أمريكية، ولدت في 23 مايو 1925 في بورت واشنطن (نيويورك) في الولايات المتحدة، وتوفيت في 3 أبريل 2011.